# 21438 Кемібарнетт
21438 Кемібарнетт (21438 Camibarnett) — астероїд головного поясу, відкритий 20 березня 1998 року.
Тіссеранів параметр щодо Юпітера — 3,511.